# مرتضى تبريزي
مرتضى تبريزي ((بالفارسية: مرتضی تبریزی‏)؛ مواليد 6 يناير 1989 في همدان) هو لاعب كرة قدم إيراني يلعب مع نادي ذوب آهن أصفهان في دوري المحترفين الإيراني كلاعب وسط. بدأ مرتضى تبريزي مسيرته الرياضية عام 2011 مع نادي باس همدان.